# セオドア・リッツ
セオドア・リッツ（英: Theodore Lidz、1910年4月1日 - 2001年2月16日）は、アメリカ合衆国の医学者、精神科医。元イェール大学精神科教授。統合失調症の研究者として知られる。

## 関連人物
- ロナルド・D・レイン
- アリス・ミラー
- ヒルデ・ブルック